# Захари Стоянов (нос)
Захари Стоянов (на английски: Zahari Point) е свободен от лед морски нос от северозападната страна на входа в залива Микалви на югозападния бряг на остров Робърт. Разположен 6,8 km югоизточно от нос Негра, 1,8 km на изток-югоизток от нос Берон и 2 km северозападно от нос Едуърдс. Прилежаща свободна от лед площ 21 ха. Образуван от разклонение на нунатак Бахо.
Наименуван е на българския писател и историограф Захарий Стоянов (1850 – 1889), и във връзка със селищата Захари Стояново в Североизточна България. Името е официално дадено на 15 декември 2006 г.
Британско картографиране от 1968 г., българско от 2005 г. и 2009 г.

## Карти
- Л. Иванов. Антарктика: Остров Ливингстън и острови Гринуич, Робърт, Сноу и Смит. Топографска карта в мащаб 1:120000. Троян: Фондация Манфред Вьорнер, 2009. ISBN 978-954-92032-4-0